# Bikuspidalität

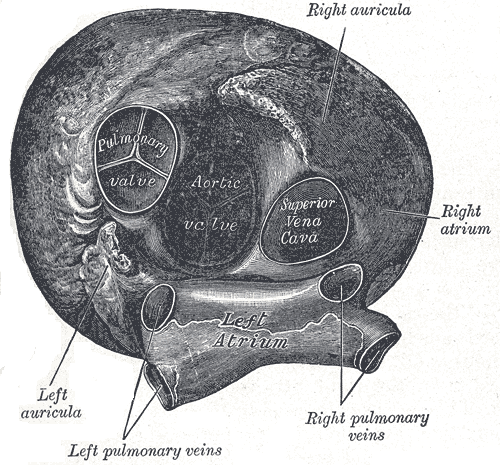
Im Bild erkennt man die drei halbmondförmigen Taschen an der Aorten- (Aortic valve) und der Pulmonalklappe (Pulmonary valve)

Bikuspidalität liegt bei einer Fehlbildung von Aorten- oder Pulmonalklappe vor. Beide Herzklappen bestehen normalerweise aus drei halbmondförmigen Taschen (Semilunarklappen), in diesem Fall jedoch nur aus zwei.
Die Bikuspidalität ist die häufigste anatomische Variante des Herzens (Inzidenz 1–2 %) und tritt gehäuft zusammen mit einer Aortenisthmusstenose auf. Als ursächlich wird ein Gendefekt (NOTCH1) angesehen.
Die Fehlbildung ist mittels Echokardiographie oder MRT erkennbar. Inwieweit ein konkreter Krankheitswert besteht, ist umstritten, ein Einfluss auf die Lebenserwartung jedenfalls konnte nicht nachgewiesen werden.